# Wybory prezydenckie na Łotwie w 2011 roku
Wybory prezydenckie na Łotwie w 2011 roku odbyły się 2 czerwca. W ich wyniku wybrany został nowy prezydent kraju Andris Bērziņš, który będzie sprawować urząd do 2015 r. Był jednym z dwóch kandydatów na tę funkcję obok urzędującej głowy państwa Valdisa Zatlersa. 

## Historia
Zgodnie z łotewską konstytucją prezydenta wybiera na cztery lata Sejm (art. 35), w głosowaniu tajnym większością nie mniejszą niż 51 deputowanych (art. 36). Na urząd prezydenta może zostać wybrany obywatel, który dysponuje pełnią praw publicznych, osiągnął wiek 40 lat, a także nie posiada podwójnego obywatelstwa (art. 37). Jedna i ta sama osoba nie może sprawować urzędu dłużej niż dwie kadencje następujące po sobie (art. 39). Po odzyskaniu przez Łotwę niepodległości wybory prezydenckie odbywały się pięciokrotnie: w 1993, w 1996, w 1999, w 2003 i w 2007. Na dwie kadencje wybierano prezydentów: Guntisa Ulmanisa (1993, 1996) i Vairę Vīķe-Freibergę (1999, 2003). 31 maja 2007 na urząd prezydenta wybrany został po raz pierwszy Valdis Zatlers. Uzyskał wówczas poparcie centroprawicowej koalicji: Partii Ludowej, LPP/LC, ZZS oraz TB/LNNK. 16 marca 2011 zapowiedział, że będzie ubiegał się o reelekcję.
Według konstytucji, jeśli w pierwszej turze nie dojdzie do wyboru prezydenta, przeprowadza się następną. Jeśli prezydent i tym razem nie zostanie wybrany, w kolejnych turach wykreśla się z grona kandydatów osoby o najniższym poparciu. Jeśli w ostatniej turze, w której zostanie dwóch kandydatów, żaden z nich nie otrzyma 51 głosów, przeprowadza się nowe wybory – zgłaszać można w nich nowych kandydatów. 
Kadencja prezydenta Zatlersa kończyła się 7 lipca b.r. Zgodnie z konstytucją wybory prezydenckie powinny były się odbyć między 29 maja a 7 czerwca. Ostatecznie wyznaczono termin 2 czerwca. Kandydatów na urząd prezydenta kadencji 2011–2015 można było zgłaszać od 19 do 24 maja b.r. W pierwszym możliwym terminie uczyniły to dwie frakcje poselskie: "Jedność" i "O lepszą Łotwę", które zgłosiły, jak uprzednio zapowiadały, kandydaturę dotychczasowego prezydenta. Wsparcia Zatlersowi udzieliła wcześniej również frakcja Wszystko dla Łotwy! – TB/LNNK. Mimo uprzednich zapowiedzi poparcia dotychczasowej głowy państwa przez znaczną część własnych posłów, swojego kandydata zgłosił 24 maja klub poselski Związku Zielonych i Rolników. Był nim poseł do Sejmu z listy ZZS, bankowiec, były deputowany do Rady Najwyższej Łotwy (1990––1993) oraz sygnatariusz Aktu Odnowienia Niepodległości z 4 maja 1990 Andris Bērziņš. Ze zgłoszenia własnej kandydatury zrezygnowało Centrum Zgody (SC), które ostatecznie nie poparło oficjalnie żadnego z pretendentów. 25 maja nastąpiło spotkanie frakcji ZZS i SC. 28 maja prezydent Zatlers nieoczekiwanie dla wszystkich dokonał rozwiązania Sejmu X kadencji – powodem było głosowanie sejmowe z dnia 26 maja, w którym deputowani, w tym posłowie koalicyjnej ZZS, nie zgodzili się na przeszukanie mieszkania posła LPP/LC Ainārsa Šlesersa. W związku z decyzją prezydenta poparcie dla niego wycofali posłowie Partii Ludowej i LPP/LC, wchodzących w skład bloku "O lepszą Łotwę". 
Kandydaci Zatlers i Bērziņš reprezentowali dwie siły koalicyjne: "Jedność" i ZZS. W przypadku poparcia kandydata ZZS przez opozycję spekulowało się o możliwości rozpadu koalicji rządzącej. Premier Dombrovskis przyznał, że wysunięcie przez ZZS własnej kandydatury "świadczy, że w koalicji są znaczne trudności w kwestiach personalnych" – w marcu b.r. Sejm wybrał np. głosami SC i ZZS nowego rzecznika praw obywatelskich, jednak zaprzeczył, że istnieje bezpośredni wpływ głosowania z 2 czerwca na losy koalicji. O trwałości koalicji zapewnił również przewodniczący klubu poselskiego ZZS Augusts Brigmanis. 
Ostatecznie w I turze głosowania z 2 czerwca żaden z kandydatów nie uzyskał odpowiedniej większości – na Zatlersa głosowało 43 posłów (przeciwko 55), na Bērziņša – 50 (przeciwko: 48). W II turze prezydentem wybrany został Bērziņš z poparciem 53 posłów reprezentujących najprawdopodobniej ZZS, Centrum Zgody i PLL (przeciwko głosowało 44 deputowanych). Zatlers otrzymał tym razem 41 głosów (przeciwko: 56). Zgodnie z konstytucją Andris Bērziņš przystąpił do pełnienia obowiązków prezydenckich po złożeniu przysięgi 8 lipca – dzień wcześniej skończyła się kadencja Valdisa Zatlersa, który jest pierwszym prezydentem w historii II Republiki Łotewskiej, który nie uzyskał reelekcji na kolejną kadencję.